# Хліб, кохання і мрії
Хліб, кохання і мрії також відомий як Король-пекар Кім Тек Гу (кор. 제빵왕 김탁구) — південнокорейський романтичний серіал що транслювався щосереди та щочетверга з 9 червня по 16 вересня 2010 року на телеканалі KBS2. Серіал став надзвичайно популярним у Кореї завдяки сюжету що торкався гостросоціальних проблем корейського суспільства.

## Сюжет
Початок 1970-х років, голова великої хлібної компанії Гу Іль Чон вирішив завести коханку, бо його дружина ніяк не могла народити йому сина, який повинен був успадкувати компанію. На очі голови потрапила молода дівчина Кім Мі Сун яка працювала служницею в їх будинку. Коли дружина голови Со Ін Сук дізналася що одна з їх служниць чекає дитину від її чоловіка, вона вирішила позбутися Мі Сун, але тій вдається втекти та народити сина якого вона назвала Тек Гу. Натомість сама Ін Сук народжує сина від особистого помічника Іль Чона — Хан Син Дже.
Минає 12 років, попавши у скрутне становище Мі Сун вирішує привести Тек Гу до голови, який весь час безрезультатно розшукував їх. Іль Чон одразу впізнає Мі Сун та сина, але крім Іль Чона та його старої матері ніхто в будинку не радий Тек Гу. Дружина голови вирішила будь-що позбутися Тек Гу, і їй це вдається за допомогою Син Дже який найняв для того гангстерів. Тек Гу стає сиротою при живих батьках. Розшукуючі свою матір він випадково зустрічає легендарного пекаря Пхаль Бона, який одразу помічає у хлопця талант до випікання хлібу, та пропонує Тек Гу навчатися в нього. Ця зустріч докорінно змінила долю Тек Гу, з часом з'ясувалося що Пхаль Бон був наставником в Іль Чона.
Коли до пекарні інкогніто приходить навчатися Ма Джун, який робить це щоб довести Іль Чону що він здатний стати спадкоємцем родинної справи, починається справжнє протистоянні зведених братів. Якщо Тек Гу чесна талановита людина, то Ма Джун маючи комплекс через своє походження здатний на будь-який підлий вчинок.

## Акторський склад

### Головні ролі
- Юн Сі Юн — у ролі Кім Тхак Гу. Позашлюбний син голови великої хлібної компанії. З дитинства має надзвичайний талант до випікання хліба, але через підступні дії дружини голови був розлучений з матір'ю та батьком. Чесний та щирий юнак.[3]
- Юджін[en] — у ролі Сін Ю Кьон. Подруга дитинства та перше кохання Тек Гу. В дитинстві потерпала від побоїв батька-алкоголика, тому виросла впертою та надто амбіційною.
- Чу Вон — у ролі Гу Ма Джуна / Со Те Джо. Вважав себе сином та спадкоємцем компанії Гу Іль Чона, але випадково дізнавшись що він лише син водія вирішив зробити все щоб позбутися Тек Гу.[4]
- Лі Йон А[en] — у ролі Ян Мі Сун. Онука пекаря Пхаль Бона, яка з самого дитинства навчається випікати гарний хліб.

### Другорядні ролі

#### Родина Гу
- Чон Кван Рьоль[en] — у ролі Гу Іль Чона. Голова великої хлібної компанії, який понад усе цінує якість продукту. Через те, що у шлюбі з дружиною народилися 2 доньки, вирішив завести коханку, яка народила від нього сина.
- Чон Ін Хва[en] — у ролі Со Ін Сук. Дружина Іль Чона, яка коли не змогла народити сина від нього, народила Ма Джуна від водія та намагалася зробити все можливе щоб її син успадкував компанію.
- Чхве Ча Хє[en] — у ролі Гу Ча Кьон. Старша донька Іль Чона та Ін Сук, яка добре розуміється в справах компанії, але через патріархальність, заведену у родині, не може стати спадкоємицею.
- Чхве Юн Йон[en] — у ролі Гу Ча Рім. Молодша донька Іль Чона та Ін Сук.
- Чон Хє Сон[en] — у ролі мадам Хон. Мати Іль Чхона яка постійно дорікає сину через те що в нього немає нащадка, цим підштовхуючі його завести коханку.

#### Родина Ян
- Чан Хан Сон[en] — у ролі Пхаль Бона. Старий досвідчений пекар, вчитель та наставник Іль Чхона. Тримає невелику родинну пекарню у передмісті Сеула.
- Пак Сан Мьон[en] — у ролі Ян Ін Мока. Зять Пхаль Бона, також талановитий пекар, що допомагає вести справи у пекарні Пхаль Бона.
- Хван Мі Сон[ko] — у ролі О Йон Джі. Єдина донька Пхаль Бона та дружина Ін Мока, також працює в пекарні.

#### Інші
- Чон Мі Сон[en] — у ролі Кім Мі Сун. Працювала служницею в будинку Іль Чхона, але коли завагітніла від нього, ледве втекла від вбивць, підісланих дружиною голови.
- Пак Сон Ун[en] — у ролі Чо Чін Гу. Колишній злочинець, який брав участь у викраденні матері Тек Гу, але розкаявшись, працює в пекарні Пхаль Бона.
- Лі Хан Вї[en] — у ролі Хьо Кап Су. Пекар, помічник Пхаль Бона.
- Чан Сан Мо[ko] — у ролі Хан Син Дже. Працював помічником та водієм Іль Чхона, але коли дружина голови народила від нього сина, вирішив зробити все можливе, щоб його син Ма Джун став спадкоємцем компанії.
- Квон Йон Ун[ko] — у ролі батька Ю Кьон. Алкоголік який постійно бив свою доньку та пропивав останні кошти.
- Пак Йон Джін[ko] — у ролі Ко Че Бока.

#### Головні герої у юному віці
- О Че Му[en] — у ролі юного Кім Тек Гу.[5]
- Чо Чон Ин[en] — у ролі юної Сін Ю Кьон.
- Сін Дон У[en] — у ролі юного Гу Ма Джуна.
- Ха Син Рі[en] — у ролі юної Гу Ча Кьон.
- Кім Со Хьон — у ролі юної Гу Ча Рім.

## Рейтинги
- Найнижчі рейтинги позначені синім кольором, а найвищі — червоним кольором.

| Серія            | Прем'єра         | Рейтинг        | Рейтинг      | Рейтинг        | Рейтинг     |
| Серія            | Прем'єра         | TNmS Ratings   | TNmS Ratings | AGB Nielsen    | AGB Nielsen |
| Серія            | Прем'єра         | По всій країні | Сеул         | По всій країні | Сеул        |
| ---------------- | ---------------- | -------------- | ------------ | -------------- | ----------- |
| 1                | 9 червня 2010    | 16,3 %         | 14,2 %       | 13,8 %         | N/A         |
| 2                | 10 червня 2010   | 16,9 %         | 18,4 %       | 14,4 %         | 14,5 %      |
| 3                | 16 червня 2010   | 28,5 %         | 29,1 %       | 26,4 %         | 28,3 %      |
| 4                | 17 червня 2010   | 25,3 %         | 26,4 %       | 24,2 %         | 26,3 %      |
| 5                | 23 червня 2010   | 28,5 %         | 28,6 %       | 27,1 %         | 28,4 %      |
| 6                | 24 червня 2010   | 32,2 %         | 32,5 %       | 31,1 %         | 31,8 %      |
| 7                | 30 червня 2010   | 33,4 %         | 33,6 %       | 31 %           | 32,2 %      |
| 8                | 1 липня 2010     | 35,8 %         | 35,9 %       | 31,6 %         | 30,8 %      |
| 9                | 7 липня 2010     | 38,1 %         | 38,6 %       | 33,4 %         | 34,7 %      |
| 10               | 8 липня 2010     | 34,5 %         | 34,9 %       | 33 %           | 33,8 %      |
| 11               | 14 липня 2010    | 35,9 %         | 35,2 %       | 34,1 %         | 34 %        |
| 12               | 15 липня 2010    | 36,9 %         | 36,1 %       | 35,3 %         | 35,2 %      |
| 13               | 21 липня 2010    | 38,5 %         | 37,7 %       | 37,3 %         | 37 %        |
| 14               | 22 липня 2010    | 38,4 %         | 36,5 %       | 37,9 %         | 38,2 %      |
| 15               | 28 липня 2010    | 39,7 %         | 39,2 %       | 36,6 %         | 35,7 %      |
| 16               | 29 липня 2010    | 39,9 %         | 38,6 %       | 37,9 %         | 38,1 %      |
| 17               | 4 серпня 2010    | 42,5 %         | 42,3 %       | 39,5 %         | 39,8 %      |
| 18               | 5 серпня 2010    | 44,4 %         | 44 %         | 40,5 %         | 40,2 %      |
| 19               | 11 серпня 2010   | 44,9 %         | 44 %         | 42,3 %         | 42,4 %      |
| 20               | 12 серпня 2010   | 44,6 %         | 43,8 %       | 42,6 %         | 43,9 %      |
| 21               | 18 серпня 2010   | 44 %           | 42,6 %       | 41,9 %         | 42,4 %      |
| 22               | 19 серпня 2010   | 43,7 %         | 42,9 %       | 42,3 %         | 41,9 %      |
| 23               | 25 серпня 2010   | 44,1 %         | 44,1 %       | 43,6 %         | 44,6 %      |
| 24               | 26 серпня 2010   | 44,7 %         | 44,2 %       | 41,9 %         | 41,9 %      |
| 25               | 1 вересня 2010   | 45,8 %         | 44,9 %       | 44 %           | 44,4 %      |
| 26               | 2 вересня 2010   | 48,4 %         | 47,2 %       | 45 %           | 46,1 %      |
| 27               | 8 вересня 2010   | 47,5 %         | 47 %         | 43,3 %         | 43,2 %      |
| 28               | 9 вересня 2010   | 48,2 %         | 46,4 %       | 44,7 %         | 44,5 %      |
| 29               | 15 вересня 2010  | 46,5 %         | 45,5 %       | 45,3 %         | 44,2 %      |
| 30               | 16 вересня 2010  | 50,8 %         | 49,7 %       | 49,3 %         | 48,3 %      |
| Середній рейтинг | Середній рейтинг | 38,6 %         | 32,2 %       | 36,4 %         | 36,7 %      |

## Ремейки
Серіал транслювався у багатьх азійських країнах, в деяких з них були зняті власні адаптації. Так у грудні 2013 році вийшов однойменний турецький серіал, а влітку 2015 за сценарієм корейського серіалу був знятий філіппінський серіал.

## Нагороди
| Рік  | Нагорода                                   | Категорія                                  | Отримувач            | Результат | Примітки |
| ---- | ------------------------------------------ | ------------------------------------------ | -------------------- | --------- | -------- |
| 2010 | 3-тя Премія корейської драми               | Кращий новий актор                         | Юн Сі Юн             | Перемога  |          |
| 2010 | 3-тя Премія корейської драми               | Кращий режисер серіалу                     | Лі Чон Соп           | Перемога  |          |
| 2010 | 3-тя Премія корейської драми               | Кращий автор сцерію драми                  | Кан Ин Кьон          | Перемога  |          |
| 2010 | 18-та Премія Корейської культури та розваг | Нагорода за популярність (актор)           | Юн Сі Юн             | Перемога  |          |
| 2010 | 24-та Премія KBS драма                     | Нагорода за високу майстерність (акторка)  | Чон Ін Хва           | Перемога  | [ 9 ]    |
| 2010 | 24-та Премія KBS драма                     | Нагорода за майстерність (актор серіалу)   | Юн Сі Юн             | Перемога  | [ 9 ]    |
| 2010 | 24-та Премія KBS драма                     | Нагорода за майстерність (акторка серіалу) | Юджін                | Перемога  | [ 9 ]    |
| 2010 | 24-та Премія KBS драма                     | Кращий автор                               | Кан Ин Кьон          | Перемога  | [ 9 ]    |
| 2010 | 24-та Премія KBS драма                     | Кращий молодий актор                       | О Че Му              | Перемога  | [ 9 ]    |
| 2010 | 24-та Премія KBS драма                     | Краща пара                                 | Юн сі Юн та Лі Йон А | Перемога  | [ 9 ]    |
| 2011 | 47-ма Премія мистецтв Пексан               | Кращий режисер телебачення                 | Лі Чон Соп           | Перемога  | [ 10 ]   |